# ZOO (乙一)
『ZOO』（ズー）は、乙一の2002年の短編小説。また、それを表題とする短編集。集英社から単行本（ISBN 4087745341）、文庫（ZOO1、ZOO2）がそれぞれ刊行されている。
2005年には「カザリとヨーコ」「SEVEN ROOMS」「SO-far そ・ふぁー」「陽だまりの詩」「ZOO」の五編が映画化された。

## 各あらすじ

### カザリとヨーコ
カザリとヨーコは、一卵性の双子。しかし、妹のカザリは母から可愛がられるが、姉のヨーコは母から虐待を受けている。ある日、アソという迷子の犬を見つけ、飼い主のスズキ家へ行ったところ、白髪の老人、スズキさんに気に入られ、もてなされる。次の日もスズキ家へ行き、スズキ家の本を借りることになったが、借りた本が母に見つかってしまい、取り上げられてしまった。

### 血液を探せ!
目覚めるとワシ（64歳）は、包丁が刺さって血だらけだった。ワシは十年前の交通事故のせいで、痛みを感じる機能が、脳から無くなっていたのだ。そういう時のために老医者のオモジ先生（95歳）に、輸血用の血液が入った黒い鞄を預けておいたのだが、その鞄が無くなっているという。長男のナガヲ（34歳）、次男のツグヲ（27歳）、ワシの妻のツマ子（25歳）達は、ワシの遺産を狙って、競うように血液を探し始めた。

### 陽だまりの詩
私はある男性の世話役として創られた。男性との二人っきりの暮らし…自分をロボットだと割り切って過ごしていた私の中に、やがてある変化が訪れた。

### SO-far そ・ふぁー
とある日から父には母が、母には父が見えないという。どうやら父の世界では母は死に、母の世界では父は死んでいるらしかった。僕には両方見えているので、父と母の世界をつなぎとめようとするが、だんだん世界がかけ離れていく。

### 冷たい森の白い家
少女時代、馬小屋で暮らした私は、馬に顔をつぶされ、顔が凹んでいる。馬小屋の壁は人の顔にも見えた。祖母が捨てたお金を拾って深夜の街に出かけていった。同じものを作ろうと考えた。そして人を殺して死体で家を建てた。家は冷たくて白かった。完成したある日、とある少女が尋ねてきた。

### 神の言葉
ある日突然、言霊を支配する能力を手に入れた『僕』。サボテンをペットだと母に思いこませたりなどやりたい放題をするが…。全てが嫌になった僕は、「首が落ちる」と言うとんでもない言霊を発してしまった。

### ZOO
俺の家に届けられるある女性の死体写真。写真をパソコンに取り込んで連続再生させると、一人の女性が腐乱し、白骨化するまでの映像が現れた。ここに映ってるのは俺の恋人だ…なぜこうなったのか、俺は必死に記憶をたどり閉鎖された動物園を訪れる。

### SEVEN ROOMS
姉と共に窓もない四角形の部屋に閉じ込められた僕。その部屋には、幅50cmほどの溝が右から左に床の中央部分を真っ直ぐ貫いて通っている。僕は、その溝を使って移動し、他にも閉じ込められている人を見つける。女性ばかりが監禁されており、部屋は全部で7部屋あるようだ。ここから僕の情報収集が始まる。

### 落ちる飛行機の中で
ある男を殺し、自殺するために乗った飛行機がハイジャック犯の自殺に付き合われる、ハイジャック犯の行きたかった大学へ墜落開始。落ちる飛行機の中で、様々な思いが交錯する。

## むかし夕日の公園で
単行本版『ZOO』には収録されておらず、乙一の公式サイトでFlashとして公開されていた超短編小説（ショートショート）を文庫版に収録したもの。（現在公式サイトでは公開中止）。

## 収録内容

### 単行本版
右は初出。
- カザリとヨーコ　小説すばる 1998年12月号
- 血液を探せ！　小説すばる 1999年12月号
- 陽だまりの詩　小説すばる 2002年6月号
- SO-far そ・ふぁー　小説すばる 2001年7月号
- 冷たい森の白い家　小説すばる 2002年2月号
- closet　青春と読書 2001年1月号～3月号
- 神の言葉　小説すばる 2001年2月号
- ZOO　異形コレクション『キネマ･キネマ』 井上雅彦監修（光文社文庫） ISBN 4-334-73381-6
- SEVEN ROOMS　『ミステリ･アンソロジーⅡ　殺人鬼の放課後』（角川スニーカー文庫）
- 落ちる飛行機の中で　書き下ろし

### 文庫版
- ZOO1（ISBN 4087460371）
  - カザリとヨーコ
  - SEVEN ROOMS
  - SO-far そ・ふぁー
  - 陽だまりの詩
  - ZOO
- ZOO2（ISBN 408746038X）
  - 血液を探せ!
  - 冷たい森の白い家
  - Closet
  - 神の言葉
  - 落ちる飛行機の中で
  - むかし夕日の公園で　ダ・ヴィンチ 2001年12月号（メディアファクトリー）

文庫版のZOO1は、映画化された短編を収録している

## 映画
東映ビデオの映像ブランド「CINEMA 4U」の第1弾として2005年3月19日に公開。同年3月7日から3月18日までYahoo! JAPANにおいてYahoo! BB・Yahoo!プレミアム会員限定で「SO-far そ・ふぁー」が無料先行配信された後、同年3月19日から5月27日まで有料ストリーミング配信された。同年8月5日にDVDが発売された。
「カザリとヨーコ」「SEVEN ROOMS」「SO-far そ・ふぁー」「陽だまりの詩」「ZOO」の5編を映画化。「陽だまりの詩」はアニメーション。他は実写。

### キャスト
- 「カザリとヨーコ」：小林涼子、松田美由紀、吉行和子、木下ほうか
- 「SEVEN ROOMS」：市川由衣、須賀健太、サエコ、パトリック・ハーラン、佐藤仁美、木南晴夏、仲村綾乃、東山麻美、高橋真唯、吉高由里子
- 「SO-far そ・ふぁー」：神木隆之介、鈴木杏樹、杉本哲太、志賀廣太郎、山川建夫
- 「陽だまりの詩」：鈴木かすみ（声の出演[2]）、龍坐（声の出演）
- 「ZOO」：村上淳、浜崎茜

### スタッフ
- オープニングタイトル： ニック・スミス
- 「カザリとヨーコ」：監督 金田龍、脚本 東多江子
- 「SEVEN ROOMS」：監督 安逹正軌、脚本 奥寺佐渡子
- 「SO-far そ・ふぁー」：監督 小宮雅哲、脚本 山田耕大
- 「陽だまりの詩」：監督 水崎淳平、脚本・キャラクターデザイン・コンテ 古屋兎丸、アニメーション制作 神風動画・GASTONIA
- 「ZOO」：監督 安藤尋、脚本 及川章太郎
- 原作：乙一
- 企画：黒澤満
- 製作：東映ビデオ
- プロデューサー：結城良熙、山口敦規、川崎岳

### 主題歌
- 「奇跡」
  - 唄・演奏：THE BACK HORN
  - 作詞：松田晋二 作曲・編曲：THE BACK HORN
  - ビクター/スピードスターレコード

### こぼれ話
- 原作者の乙一は、小林涼子が演じるカザリとヨーコが一人二役であるという事に気付かなかった。
- 『SEVEN ROOMS』に出てくる汚水は、入浴剤ととろろ昆布で作られた。

## 漫画
2006年に原作：乙一、作画：矢也晶久で「週刊ヤングジャンプ増刊漫革」（集英社）にて連載された。同年12月に集英社からハードカバーの単行本（ISBN 4087821528）が刊行された。
- 「カザリとヨーコ」（vol.50（2006年2月20日号）掲載）
- 「陽だまりの詩」（vol.51（2006年6月10日号）掲載）
- 「神の言葉」（vol.52（2006年8月15日号）掲載）
- 「ZOO」（vol.54（2006年11月15日号）掲載）